# Młynki (powiat chojnicki)
Młynki – kolonia w województwie pomorskim, w powiecie chojnickim, w gminie Czersk. 
Miejscowość wchodzi w skład sołectwa Rytel.
W latach 1975–1998 miejscowość administracyjnie należała do województwa bydgoskiego.
Lokalne klęski żywiołowe
W nocy z 11 na 12 sierpnia 2017 wieś Młynki została spustoszona przez nawałnice. Okolice wsi zostały niemal całkowicie pozbawione lasów. Oddziaływania silnych wiatrów spowodowały również straty materialne, niemal we wszystkich zabudowaniach gospodarstw domowych.